# Tour della nazionale maschile di rugby a 15 dell'Inghilterra 1997

## Tour in Argentina
Nel 1997 l'Inghilterra si reca in Tour in Argentina. la nazionale è molto sperimentale, poiché molti giocatori titolari sono stati convocati per il Tour dei Lions. Contro i "Pumas" ottengono una bella vittoria nel primo match ma crollano nella seconda.

### Bilancio
(tra parentesi i test match ufficiali)
- Giocate: 6 (2)
- Vinte: 5 (1)
- Pareggiate: 0 (0)
- Perse: 1 (1)
- Punti fatti: 250 (59)
- Punti subiti: 116 (53)

Anche se viene riconosciuto il "cap" per i test match, l'Inghilterra è schierata con molte riserve, essendo i migliori giocatori, non a disposizione di Jack Rowell, essendo impegnati nel Tour dei Lions in Sud Africa.
Ad esempio, a mediano di apertura, al posto di Paul Grayson, viene schierato Mike Catt

### Risultati
Il primo match contro la selezione di Cordoba, campione dell'Argentina, vede i "bianchi" vincere ma senza brillare
| Arbitro: | Eduardo Blengio |

|                             |      |                                                               |
| José Simes, Christian Barre | mt   | Kyran Bracken (2), Phil de Glanville Nigel Redrnan, Mike Catt |
| José Luna                   | tr   | Mike Catt 5                                                   |
| José Luna 3                 | c.p. | Mike Catt                                                     |

Nel secondo match contro la selezione di Buenos Aires, gli inglesi vanno incontro ad una brutta sconfitta, causata da ben 8 errori  consecutivi sui calci piazzati ad opera di Alex King and Mark Mapletoft, che provocano l'irritazione del coach
| Arbitro: | I. Rogers |

|          |      |                                |
| Solari   | mt   | Clark, de Glanville, Mallinder |
| Cilley 5 | c.p. | King 2                         |
| Cilley   | drop |                                |

Più facile del previsto, il successo da parte inglese contro la seconda nazionale argentina
| Arbitro: | Jonathan Kaplan |

|                               |      |                                                                                          |
| Cristián Viel, Julián Légora, | mt   | David Rees (2), Jos Baxendell (2) Andy Gomarsall, Martin Haag Mike Catt y Darren O'Leary |
| José Cilley                   | tr   | Mark Mapletoft 6                                                                         |
|                               | c.p. | Mark Mapletoft 2                                                                         |

Successo, meno agevole di quanto dica il punteggio nel primo test ufficiale contro i Pumas
| Arbitro: | Ian Rogers |

|                                               |      |                                                              |
| Lisandro Arbizu, Tomás Solari Gonzalo Quesada | mt   | Adedayo Adebayo (2), Nick Greenstock Tony Diprose, Mike Catt |
| Gonzalo Quesada                               | tr   | Mike Catt 5                                                  |
| Mike Catt 2                                   | c.p. |                                                              |
| Gonzalo Quesada                               | drop |                                                              |

Privi di Mike Catt, richiamato dai Lions, per sostituire Paul Grayson, i "bianchi" di Inghilterra si sbarazzano anche della selezione di Mendoza
| Arbitro: | Johan Meuwesen |

|               |      |                                                                                |
| Matías Brandi | mt   | Jim Mallinder (2), Danny Grewcock Jos Baxendell, Andy Gomarsall Mark Mapletoft |
|               | tr   | Mark Mapletoft                                                                 |
| Adrián Gioeni | c.p. | Mark Mapletoft                                                                 |

Gli inglesi si sentono pronti per il secondo successo nel test, dopo aver dominato il primo,, ma la sconfitta nel secondo test, rovina i piani dei britannici.
| Arbitro: | Jonathan Kaplan |

|                                                |      |                           |
| Facundo Soler (2), Roberto Grau Eduardo Simone | mt   | Danny Grewcock, Alex King |
| Gonzalo Quesada 2                              | tr   |                           |
| Gonzalo Quesada 3                              | c.p. | Mark Mapletoft            |

## Il blitz in Australia
Dopo il tour dei Lions in Sudafrica, rapida puntata in Australia per gli Inglesi (molti giocatori raggiungono l'Australia direttamente da Johannesburg). Un solo match, un azzardo, visto che i migliori giocatori arrivarono stanchi del tour dei "Lions" terminato sette giorni prima. E anche gli altri non erano in migliori condizioni, reduci dal tour in Argentina e alle prese con il Jet lag. E il saluto di un tecnico Jack Rowell ormai a fine del suo rapporto con una federazione spaccata che il giorno prima aveva tenuto il suo metting annuale dopo 18 mesi di contrasti tra club e federazione (contrasti che continueneranno peraltro). Ne esce una sconfitta netta, anche più di quanto non dica il risultato. Seguiranno polemiche sull'inutilità di questo match in un periodo insolito e con i giocatori stanchi e demotivati.
| Arbitro: | Paddy O'Brien |

|                           |      |          |
| Burke, Gregan Horan, Tune | mt   |          |
| Burke                     | tr   |          |
| Eales                     | c.p. | Stimpson |
|                           | drop | Catt     |